# استان کویایک
استان کویایک (به اسپانیایی: Provincia de Coyhaique) یک منطقهٔ مسکونی در شیلی است که در منطقه آیسن واقع شده‌است. استان کویایک ۱۲٬۹۴۲٫۵ کیلومتر مربع مساحت و ۵۴٬۵۷۵ نفر جمعیت دارد.